# Máquina de abrazar
Una máquina de abrazar (o de abrazos, o de dar abrazos) es un dispositivo de estimulación sensorial por presión táctil profunda diseñado para calmar a las personas hipersensibles, generalmente personas autistas. Temple Grandin inventó el dispositivo para aliviar su propio estrés durante sus estudios universitarios.
Las personas autistas suelen tener trastorno del procesamiento sensorial, que conlleva niveles fuera de lo común de estimulación de los sentidos (por ejemplo, hipersensibilidad): Dadas las dificultades que tienen además con las interacciones sociales, puede serles incómodo o poco práctico recurrir a otras personas en busca de alivio, incluidos los abrazos. Grandin resolvió este problema creando la máquina de abrazar.

## Descripción
La máquina de abrazar consta de dos paneles laterales con bisagras, cada uno de unos 120 cm de largo y 90 cm de alto con acolchado grueso y suave, en forma de V, con un sistema de control en un extremo y tubos de alta resistencia que conducen a un compresor de aire. El usuario se tumba o se pone de cuclillas entre los paneles laterales, durante el tiempo que desee. Mediante la presión ejercida por el compresor de aire y controlada por el usuario, los paneles laterales aplican una presión profunda y uniforme sobre los costados del cuerpo.

## Historia

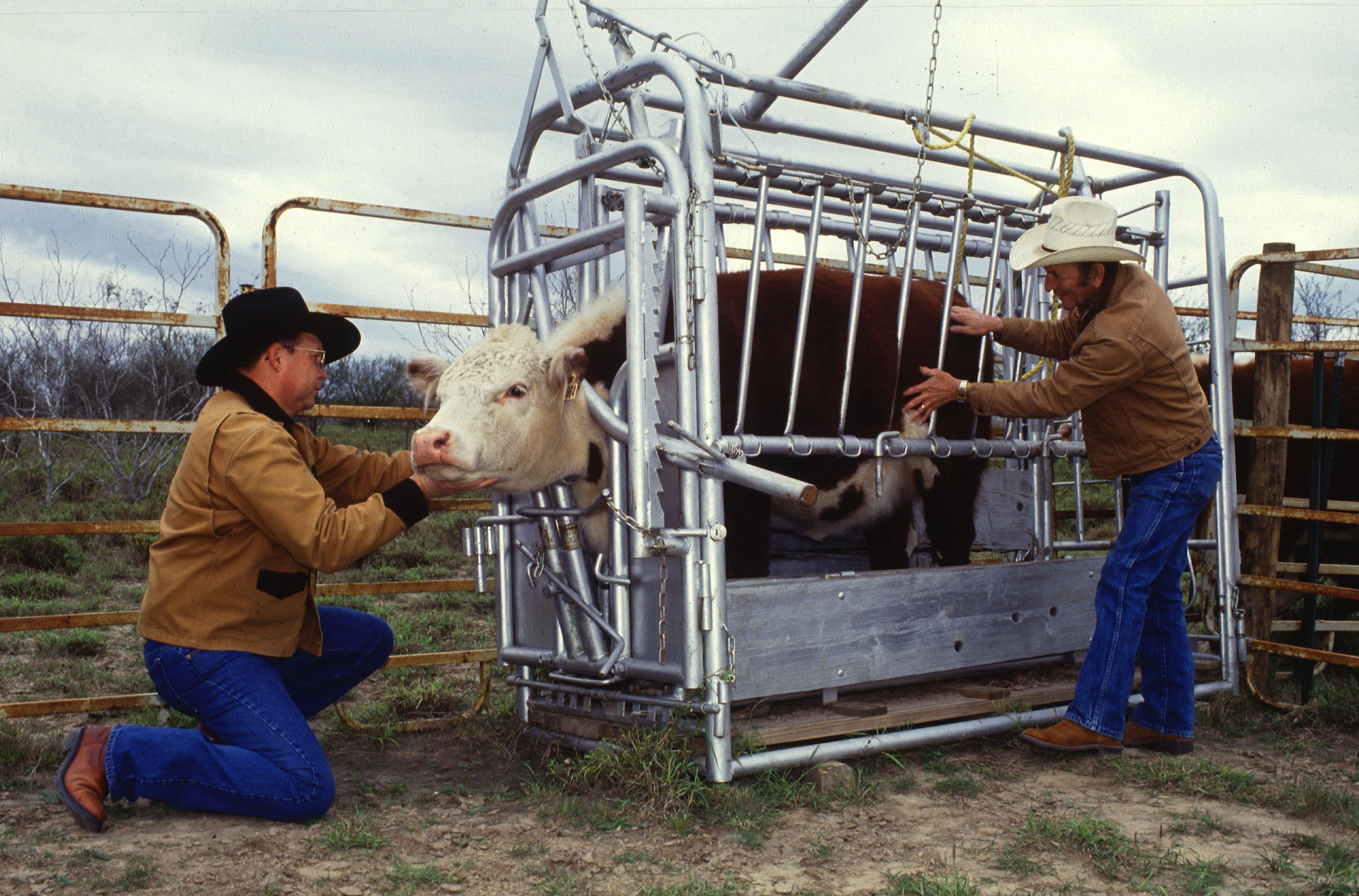
Los potros para herrar ganado, como el portátil que se muestra aquí, fueron la inspiración de Grandin para su máquina de abrazar.

Cuando era niña, Grandin se dio cuenta de que quería una estimulación de presión profunda, pero se sentía sobreestimulada cuando otra persona la abrazaba. La idea de la máquina de abrazar se le ocurrió durante una visita al rancho de su tía en Arizona, donde notó la forma en que el ganado quedaba confinado en un potro de herrar para el proceso de inoculación, y cómo parte del ganado se calmaba inmediatamente después de que administrársele presión. Se dio cuenta de que la presión profunda ejercida por el mecanismo tenía un efecto calmante sobre el ganado, y concluyó que algo similar podría calmar su propia hipersensibilidad. 
Al principio, el dispositivo de Grandin se enfrentó a la desaprobación por parte de los psicólogos de su universidad, que trataron de confiscarle el prototipo de máquina de abrazar. Sin embargo, su profesora de ciencias la animó a determinar la razón por la que la máquina ayudaba a solucionar sus problemas sensoriales y de ansiedad. 

## Eficacia
Varios programas de terapia en Estados Unidos emplean en la actualidad máquinas de abrazar, logrando efectivamente efectos calmantes en niños y adultos con autismo. Un estudio de 1995 sobre la eficacia del dispositivo de Grandin, realizado por el Centro para el Estudio del Autismo, en colaboración con la Universidad Willamette en Salem (Oregón), involucró a diez niños con autismo y halló una reducción en la tensión y la ansiedad. Otros estudios, incluido uno de la Dra. Margaret Creedon, han arrojado resultados similares. Un pequeño estudio piloto publicado en la revista American Journal of Occupational Therapy informó de que la máquina producía una reducción significativa de la tensión, pero solo una pequeña disminución de la ansiedad.
Grandin continuó usando su propia máquina de abrazos de forma regular para proporcionar la presión profunda necesaria para aliviar los síntomas de su ansiedad. Grandin ha escrito un artículo sobre su dispositivo y sobre los efectos de la estimulación por presión profunda que se publicó en el Journal of Child and Adolescent Psychopharmacology.
En una entrevista de la revista Time de febrero de 2010, Grandin declaró que ya no usa una máquina de abrazar: «Se rompió hace dos años y nunca pude arreglarlo. Ahora me gusta abrazar a la gente».

## Sillas de compresión
Durante varios años en la década de 1990, la artivista Wendy Jacob trabajó con Grandin en el desarrollo de muebles que aprietan o «abrazan» a los usuarios, inspirándose en la máquina de abrazos de Grandin.

## La máquina de abrazar en las artes
La máquina y su desarrollo se muestran en la película biográfica Temple Grandin.
El dramaturgo español José Sanchis Sinisterra escribió en 2009 la obra de teatro La máquina de abrazar, protagonizada por una mujer con autismo que construyó tal máquina y por su psicóloga.